# Robin Hack
Robin Hack (Pforzheim, 27 augustus 1998) is een Duits voetballer, die uitkomt als linksbuiten. Hij verruilde Arminia Bielefeld in juli 2023 voor Borussia Mönchengladbach.

## Clubcarrière
Hack startte zijn loopbaan bij de jeugd van 1. FC Calmbach en Karlsruher SC. In 2010 verruilde hij de jeugd van Karlsruher voor de jeugd van TSG 1899 Hoffenheim. Daar promoveerde hij in het seizoen 2017/18 door naar de eerste ploeg. Op 1 oktober 2017 maakte hij zijn debuut in de Bundesliga. Van coach Julian Nagelsmann mocht hij de wedstrijd op SC Freiburg aanvatten. Hij wist bij zijn debuutmatch in de veertiende minuut de score te openen. Kort voor rust diende Hack het veld te verlaten door het oplopen van een blessure. Hij werd uiteindelijk vervangen door Philipp Ochs. Op 7 december 2017 maakte Hack zijn Europees debuut in de Europa League. In de laatste groepswedstrijd tegen PFK Ludogorets startte hij aan de wedstrijd. Na 25 minuten gaf hij een assist aan Ochs waarna deze de score opende. De wedstrijd eindigde in 1–1.

## Clubstatistieken
| Seizoen | Club                     | Competitie    | Competitie | Competitie | Beker | Beker | Internationaal | Internationaal | Totaal | Totaal |
| Seizoen | Club                     | Competitie    | Wed.       | Dlp.       | Wed.  | Dlp.  | Wed.           | Dlp.           | Wed.   | Dlp.   |
| ------- | ------------------------ | ------------- | ---------- | ---------- | ----- | ----- | -------------- | -------------- | ------ | ------ |
| 2017/18 | Hoffenheim               | Bundesliga    | 3          | 1          | 1     | 0     | 1              | 0              | 5      | 1      |
| 2018/19 | Hoffenheim               | Bundesliga    | 0          | 0          | 0     | 0     | 1              | 0              | 1      | 0      |
| 2019/20 | 1. FC Nürnberg           | 2. Bundesliga | 31         | 10         | 1     | 0     | —              | —              | 32     | 10     |
| 2020/21 | 1. FC Nürnberg           | 2. Bundesliga | 23         | 4          | 1     | 0     | —              | —              | 24     | 4      |
| 2021/22 | 1. FC Nürnberg           | 2. Bundesliga | 1          | 0          | 0     | 0     | —              | —              | 1      | 0      |
| 2021/22 | Arminia Bielefeld        | Bundesliga    | 30         | 0          | 1     | 0     | —              | —              | 31     | 0      |
| 2022/23 | Arminia Bielefeld        | 2. Bundesliga | 33         | 10         | 2     | 1     | —              | —              | 35     | 11     |
| 2023/24 | Borussia Mönchengladbach | Bundesliga    | 0          | 0          | 0     | 0     | —              | —              | 0      | 0      |
| Totaal  | Totaal                   | Totaal        | 121        | 25         | 6     | 1     | 2              | 0              | 129    | 26     |

## Interlandcarrière
Hack maakte deel uit van Duitsland onder 16, 17, 19, 20 en 21. Hij nam met Duitsland –19 deel aan het EK –19 van 2017, waarop zijn ploeggenoten en hij strandden in de poulefase.
1 Omlin  ·
2 Chiarodia ·
3 Itakura ·
5 Friedrich ·
7 Stöger ·
8 Weigl ·
9 Honorat ·
10 Neuhaus ·
11 Kleindienst ·
13 Fukuda ·
14 Pléa ·
16 Sander ·
19 Ngoumou ·
20 Netz ·
21 Sippel ·
22 Lainer ·
25 Hack ·
26 Ullrich ·
27 Reitz ·
28 Ranos ·
29 Scally ·
30 Elvedi ·
31 Čvančara ·
33 Nicolas ·
38 Borges Sanches ·
41 Olschowsky ·
Coach: Seoane
· Assistent-coach: Neuville